# Kościół św. Wojciecha Biskupa i Męczennika i św. Barbary w Broniewie
Kościół świętego Wojciecha Biskupa i Męczennika i świętej Barbary w Broniewie – rzymskokatolicki kościół parafialny należący do parafii pod tym samym wezwaniem (dekanat radziejowski diecezji włocławskiej).
Obecny kościół to czwarta co do kolejności powstania świątynia parafialna. Budowla jest murowana, wzniesiona z cegły i usytuowana jest na kamiennym fundamencie. Wzniesiona została w 1860 roku w stylu neoklasycystycznym, natomiast wiele elementów jej wyposażenia pochodzi z wcześniejszej, drewnianej świątyni. Kościół składa się z pólkoliście zakończonego prezbiterium oraz małej, czworobocznej wieży, nakrytej baniastym dachem hełmowym.